# 주강정및사고종택
주강정 및 사고종택(柱江亭 및 沙皐宗宅)는 대한민국 경상북도 영양군 영양읍 상원리에 있는 조선시대의 건축물이다. 2006년 2월 16일 경상북도의 문화재자료 제499호로 지정되었다.

## 지정사유
임진왜란 당시 군공(軍功)을 세운 조임(趙任)의 후손과 관련되어 역사적으로 주목되는 건물로서, 종택은 1650년대에 건립된 이후 여러 차례 중수를 거치면서 부분적으로 개조·변형되기는 하였으나 비교적 현상을 잘 유지하고 있고, 주강정은 1710년대에 건립되어 1930년대에 중수된 것으로 추정되나 사당, 정자, 별묘 등 과거 반가(班家)의 구성요소들과 반촌(班村) 및 집성촌(集性村)에서 찾아볼 수 있는 별묘 등이 잘 남아 있어 이를 일괄하여 문화재로 보존할 가치가 있다고 판단되므로 문화재자료(文化財資料)로 지정한다.

## 참고 자료
- 주강정및사고종택 - 국가유산청 국가유산포털